# Sultanat de Sambas
El sultanat de Sambas fou un estat a l'illa de Borneo, avui estat tradicional a Indonèsia.

## Història
Al principi s'esmenten governadors a Sambas, però el 1609 es convertí en regne amb un descendent de Sepudak. Una de les seves filles es va casar amb un descendent del soldà de Brunei. El fill d'aquesta unió, Muhammad Saif ud-din I va esdevenir el primer soldà musulmà.
Sambas va romandre independent fins a l'arribada de la Companyia Holandesa de les Índies Orientals, quan la capital fou bombardejada el 1812. Els holandesos van agafar intereès per la zona des de 1819, i van intervenir sovint en la successió i fins i tot en la deposició i exili a Java del sultà Abu Bakar Taj Ud-din II.
L'estat fou estable, tenint governants forts i que regnaren força temps cadascun, fins a la conquesta japonesa de 1942, quan es va executar al sultà Muhammad Ibrahim Shafi Ud-din II a Mandor el 1944. El sultanat va quedar en suspens i substituït per un consell japonès, però fou restaurat amb el retorn dels holandesos el 1946. Aquestos darrers instal·laren un altre sultà que va morir el 1956 i fou el darrer en exercir el càrrec. El 1984 Winata Kusuma de Sambas, fou reconegut com a cap de la Casa Reial, i el 2000 fou reconegut com a soldà tradicional i es va instal·lar el juliol de 2001. Va morir l'1 de febrer de 2008.

## El Soldà
El títol del Soldà és "La Seva Altesa" i el seu nom reial té l'afegit de Sri Paduka al-Sultan Tuanku, que preceeix al seu nom de regnat personal ibni al-Marhum, i acaba amb els títols de regne del seu pare i el nom d'aquest. La muller del Soldà es titula Sri Paduka Ratu. El sultanat segueix la regla de la primogenitura entre els mascles, fills de mullers reials (ue tenen precedència sobre els de mullers comunes).

## Bandera i escut
La bandera del sultà és groga, color tradicional de la reialessa. A les modernes representacions s'hi afegeix l'emblema o escut: dues espases creades davant d'un para-sol, flanquejat tot per dos cavallets de mar

## Llista de Governants
Panembahan Ratu (Rei) de Sambas:
- Timbang Paseban (1600-1609)
- Sepudak (1609–1632)
- Anom Kesumayuda (1632–1670)

Sultanat de Sambas:
- Muhammad Shafi ud-din I (1675–1685)
- Muhammad Taj ud-din I (1685–1708)
- Umar Aqam ud-din I (1708–1732)
- Abu Bakar Kamal ud-din I (1732–1764)
- Umar Akam ud-din II (1764–1786)
- Achmad Taj ud-din II (1786–1793)
- Abu Bakar Taj ud-din I (1793–1815)
- Muhammad Ali Shafi ud-din I (1815–1828)
- Usman Kamal ud-din (1828–1832)
- Umar Akam ud-din III (1832–1846)
- Abu Bakar Taj ud-din II (1846–1854)
- Umar Kamal ud-din (1854–1866)
- Muhammad Shafi ud-din II (1866–1924)
- Muhammad Ali Shafi ud-din II (1924–1926)
- Muhammad Tayeb (Cap del Dewan Majelis Kesultanan Sambas 1926 - 1931)
- Muhammad Ibrahim Shafi ud-din (1931–1944)
- Consell de govern japonès (1944–1945)
- Muchsin Panji Anom (Cap del Dewan Majelis Kesultanan Sambas 1946 - 1950)
- Muhammad Taufik (cap de la família reial 1950 - 1984)
- Winata Kusuma (cap de la família reial 1984 - 2000, sultà 2000 - 2008)
- Muhammad Tarhan (Cap de la família reial, 3 de febrer de 2008)